# Lista siturilor arheologice din județul Brăila - D
Lista siturilor arheologice din județul Brăila - D conține toate siturile arheologice din județul Brăila înscrise în Repertoriul Arheologic Național (RAN) și aflate în localități al căror nume începe cu litera D. RAN este administrat de Ministerul Culturii și Patrimoniului Național și cuprinde date științifice, cartografice, topografice, imagini și planuri, precum și orice alte informații privitoare la zonele cu potențial arheologic, studiate sau nu, încă existente sau dispărute.
Puteți căuta un sit din localitățile care încep cu litera D folosind formularul de mai jos sau puteți naviga prin toate siturile din județ la Lista siturilor arheologice din județul Brăila.
| Cod RAN                               | Denumire | Localitate                        | Adresă            | Datare                           | Descoperit | Coordonate                                    | Imagine           | Erori            |
| ------------------------------------- | --- | --------------------------------- | ----------------- | -------------------------------- | ---------- | --------------------------------------------- | ----------------- | ---------------- |
| 43082.02.01                           | Tumulul de la Dudești - "Movila Barbă Lată" / ansamblu anonim (Categorie: descoperire funerară) (Tip: Tumul) | sat Dudești, comuna Dudești       | Movila Barbă Lată |                                  |            |                                               | Încărcați imagine | Raportați eroare |
| 43082.01.01                           | Tumulul de la Dudești - "Movila Gemenele" / ansamblu anonim (Categorie: descoperire funerară) (Tip: Tumul)   | sat Dudești, comuna Dudești       | Movila Gemenele   |                                  |            |                                               | Încărcați imagine | Raportați eroare |
| 44550.02.01                           | Tumulul de la Dudescu - "Movila Baracu" / ansamblu anonim (Categorie: descoperire funerară) (Tip: Tumul)     | sat Dudescu, comuna Zăvoaia       | Movila Baracu     |                                  |            |                                               | Încărcați imagine | Raportați eroare |
| 44550.01.01                           | Tumulul de la Dudescu - "Movila Furnicelu" / ansamblu anonim (Categorie: descoperire funerară) (Tip: Tumul)  | sat Dudescu, comuna Zăvoaia       | Movila Furnicelu  |                                  |            |                                               | Încărcați imagine | Raportați eroare |
| 43643.01.01 (Cod LMI: BR-I-s-B-02052) | Așezarea Coslogeni de la Dedulești - Popină / ansamblu anonim (Categorie: locuire civilă) (Tip: Așezare)     | sat Dedulești, comuna Mircea Vodă | Popină            | Coslogeni sec. XIV - XII a. Chr. |            | 45°09′06″N 27°22′41″E / 45.15167°N 27.37806°E | Încărcați imagine | Raportați eroare |